# Rubén Bravo
Pour les articles homonymes, voir Bravo.
Rubén Bravo est un footballeur argentin né le 16 novembre 1923 dans le département de Cruz Alta (Argentine) et mort le 24 août 1977 au Guatemala. Il a été avant-centre ou inter dans les années 1950.
Il a joué principalement au Racing Club (Argentine) et à l'OGC Nice. Il termine sa carrière au CO Roubaix-Tourcoing, en Division 2.
Il a également entraîné plus tard l'AS Monaco de 1972 à 1974.
En 1977, il est victime d'une crise cardiaque et meurt lors d'une tournée en Amérique centrale du club qu'il entraîne, Talleres de Córdoba.

## Carrière de joueur
- 1941-1946 : Rosario Central  Argentine[1]
- 1946-1952 : Racing Club  Argentine[1]
- 1952      : Botafogo FR  Brésil[1]
- 1953-1954 : CD Palestino  Chili
- 1954-1957 : OGC Nice  France (Division 1)
- 1957-1959 : FC Grenoble  France (Division 2)
- 1959-1960 : AS Aix-en-Provence  France (Division 2)
- 1959-1960 : FC Rouen  France (Division 2)
- 1960-1962 : CO Roubaix-Tourcoing  France (Division 2)

## Carrière d'entraîneur
- 1972-1974 : AS Monaco  France

## Palmarès
- International argentin
- Champion d'Argentine en 1949, 1950 et 1951 avec le Racing Buenos Aires[1]
- Champion de France en 1956 avec l'OGC Nice

## Sources
- Collectif, Football 74, Les Cahiers de l'Équipe, 1973. cf. page 84, notice de l'entraîneur.
- Marc Barreaud, Dictionnaire des footballeurs étrangers du championnat professionnel français (1932-1997), L'Harmattan, 1997, cf. page 92, notice du joueur.